# サーカス幻想
| 専門評論家によるレビュー | 専門評論家によるレビュー |
| レビュー・スコア         | レビュー・スコア         |
| 出典                     | 評価                     |
| ------------------------ | ------------------------ |

サーカス幻想（Circus）は、イギリスのロックバンド、アージェント（Argent）による６枚目のスタジオ・アルバムである。1975年にエピック・レコードからリリースされた。創設メンバーであったラス・バラード（Russ Ballard）が脱退し、代わってヴォーカルとギター担当のジョン・ヴェリティ（John Verity）、ギター担当のジョン・グリマルディ（John Grimaldi）がレコーディングに参加。人生をサーカスにたとえたフュージョン色のあるプログレッシヴ・ロックのコンセプト・アルバムになっている。

## 収録曲
表記がないものは、ロッド・アージェント（Rod Argent）作曲。邦題は、日本盤ＬＰレコード発売当時に付けられたもの。
1. サーカス幻想 - "Circus" - 3:48
2. 死の綱渡り - "Highwire" - 9:05
3. 一人ぽっちのクラウン - "Clown" - 5:50
4. 空中ブランコ - "Trapeze" (Jim Rodford) - 8:53
5. 微笑みのサンシャイン - "Shine on Sunshine" - 4:06
6. リング - "The Ring" - 1:18
7. おいらは道化師 - "The Jester" - 3:36

## 担当
- ロッド・アージェント - Fender Rhodesエレクトリックピアノ 、アコースティックピアノ、 メロトロン 、 ムーグシンセサイザー 、 ハモンドオルガン 、ヴォーカル
- ジョン・ヴェリティ - ギター、ヴォーカル
- ジム・ロッドフォード - ベースギター、ヴォーカル
- ジョン・グリマルディ - ギター、カバーアート
- ロバート・ヘンリット - ドラム、パーカッション
- マイク・ロス - エンジニア
- マーク・アンソニー・ウィリアムズ - エンジニア